# Axomama

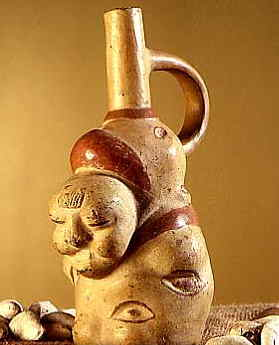
Poterie de la culture Moche représentant Axomama.

Axomama est, dans la mythologie des Incas, la déesse de la pomme de terre.
Son nom, qui s'écrit aussi Acsumama ou Ajomama, signifie littéralement « mère de la pomme de terre ». Il est formé sur les mots acsu et mama qui désignent, respectivement, la pomme de terre, et la mère en langue quechua.
Plusieurs Andins modernes pratiquent encore des rituels pendant la plantation et la récolte des pommes de terre, bien que Pachamama reçoit la plupart de ces offrandes.
Axomama était la fille de Pachamama, déesse de la terre (ou du monde), tandis que d'autres déesses présidaient aux récoltes des cultures traditionnelles des Incas, par exemple : Saramama, déesse du maïs, Cocamama, déesse de la coca, Quinuamama, déesse du quinoa[réf. à confirmer]...
On a retrouvé des représentations personnifiées d'Axomama, sous forme de vases de cérémonie en terre cuite provenant de la culture Moche datant du début de notre ère.